# Почесна революційна зброя

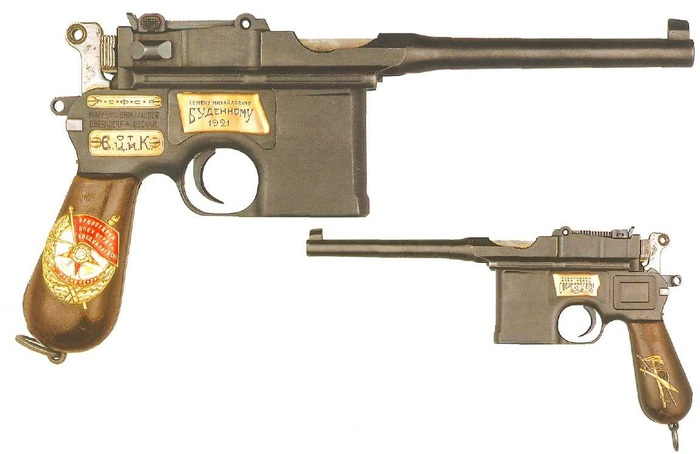
Почесна революційна зброя. Пістолет, що належав С. М. Будьонному.

Почесна революційна зброя — найвища військова нагорода, що існувала в Робітничо-Селянській Червоній Армії у 1919-30 роках. Присуджувалася Центральним Виконавчим Комітетом СРСР (до 1923 року — РРФСР), його Президією та Революційною військовою радою РРФСР вищим керівникам Червоної армії за особливі бойові відзнаки.

## Історія
Перша офіційна нагорода в Червоній армії (орден Червоного Прапора) була встановлена 16 вересня 1918 року. До того часу нагородження особового складу, що відзначилися у бою, проводилося стихійно та насамперед трофеями, а також матеріальними цінностями, конфіскованими у «класових ворогів», у тому числі й бойовою зброєю.
Введення ордену Червоного Прапора вирішило питання формального визнання заслуг бійців та командирів, однак виникла необхідність створення механізму відзначення вищого командування РСЧА, внесок яких у перемоги на фронтах Громадянської війни був особливо значним. Таким механізмом стала Почесна революційна зброя. 8 серпня 1919 року Президія Центрального Виконавчого Комітету (ЦВК) РРФСР нагородила головнокомандувача РСЧА С. С. Камєнєва та командарма В. І. Шоріна шашками з накладеним на їх ефеси знаком ордену Червоного Прапора. Ці нагородження, як і два наступних (командармів С. М. Будьонного та М. М. Тухачевського) були проведені до формального введення нагороди як такої, спираючись виключно на традицію нагородження почесною зброєю, що існувала в російській армії з 18 століття.
Офіційне затвердження Почесної революційної зброї декретом Президії ЦВК РРФСР відбулося лише 8 квітня 1920 року. Після цього нагородою протягом 1921-22 років було відзначено ще 16 червоних полководців.
Після створення у грудні 1922 року Союзу Радянських Соціалістичних Республік існування нагороди було підтверджене постановою Президії Центрального Виконавчого Комітету СРСР від 12 грудня 1924 року. Єдине нагородження Почесною революційною зброєю всесоюзного зразка відбулося у квітні 1930 року і стало, водночас, останнім в історії цієї нагороди.

## Види Почесної революційної зброї
- шашка (для флоту — кортик) з позолоченим ефесом та накладеним на нього знаком ордена Червоного Прапора;
- револьвер, до руків'я якого кріпиться орден Червоного Прапора та срібна накладка з написом «Чесному бійцю Робітничо-Селянської Червоної Армії (або Флоту) від Центрального Виконавчого Комітету Союзу РСР 19.. року».

## Нагороджені

Почесна революційна зброя (шашка)

Загалом протягом 1919—1930 років Почесною революційною зброєю було нагороджено 21 військового діяча Червоної армії, у тому числі двох осіб — обома видами нагороди.

### Почесна революційна зброя (шашка)
Нагороду отримали:
1. С. С. Камєнєв (8 серпня 1919) — за керівництво діями Східного фронту.
2. В. І. Шорін (8 серпня 1919) — за бої проти військ  адмірала Колчака.
3. С. М. Будьонний (20 листопада 1919) — за заслуги на фронтах Громадянської війни та командування Першою кінною армією.
4. М. М. Тухачевський (17 грудня 1919) — за керівництво армією при перемозі над військами адмірала Колчака та оволодіння Уралом і Західним Сибіром.
5. І. П. Уборевич (8 квітня 1920) — за керівництво армією при перемозі над Добровольчою армією Деникіна та оволодіння Північним Кавказом.
6. М. В. Фрунзе (25 листопада 1920) — за керівництво операцією по розгрому військ Врангеля в Північній Таврії та Криму.
7. К. Є. Ворошилов (25 листопада 1920) — за організацію Першої кінної армії та участь в роботі її Революційної військової ради.
8. Ф. К. Миронов (25 листопада 1920) — за участь в операції проти військ Врангеля у Криму.
9. А. І. Корк (25 листопада 1920) — за оволодіння Перкопськими позиціям та Кримом.
10. М. Д. Каширін (25 листопада 1920) — за керівництво військами під час боїв у Північній Таврії та оволодіння містом Керч.
11. С. К. Тимошенко (28 листопада 1920) — за операції на Польському фронті.
12. В. С. Нестерович (5 січня 1921) — за військові операції протягом 1920 року.
13. Я. Ф. Балахонов (2 лютого 1921) — за рейд у тил ворога.
14. В. Л. Вінніков-Безсмертний (2 лютого 1921) — за успішний рейд по тилах військ Врангеля в Північній Таврії.
15. О. І. Єгоров (17 лютого 1921) — за військові операції протягом 1919-20 років.
16. Є. С. Казанський (3 червня 1921) — за командування Північною групою військ 7-ї армії під час придушення Кронштадтського повстання.
17. Г. І. Котовський (20 вересня 1921) — за участь у придушенні Тамбовського повстання 1920-21 років.
18. В. Р. Розе (12 грудня 1921) — за участь у придушенні Кронштадтського повстання.
19. Г. Д. Хаханьян (12 грудня 1921) — за участь у придушенні Кронштадтського повстання.
20. І. С. Кутяков (28.4.1922) — за розгром білокозачої Уральської армії та оволодіння м. Гур'євим.
21. С. С. Вострецов (23.4.1930) — за ліквідацію збройного конфлікту на Китайсько-Східній залізниці.

### Почесна революційна зброя (пістолет)
18 січня 1921 року Почесною революційною вогнепальною зброєю — пістолетами системи «Маузер» було нагороджено двох видатних керівників Червоної Армії — головнокомандувача збройними силами РРФСР С. С. Камєнєва та командувача Першої кінної армії С. М. Будьонного.